# Ephesia regularis
Ephesia regularis là một loài bướm đêm trong họ Noctuidae.